# Могилевич, Семён Юдкович
Семён Юдкович Могилевич (укр. Семен Юдкович Могилевич; род. 30 июня 1946, Киев, УССР) — российский и украинский участник организованных преступных сообществ. Правоохранительными органами США и Евросоюза считается «боссом боссов» большинства группировок русско-украинской мафии в мире; по заявлению бывшего премьер-министра Украины Юлии Тимошенко, контролировал компанию «РосУкрЭнерго». С 2009 по 2015 год входил в список десяти самых разыскиваемых беглецов ФБР.

## Биография
Могилевич родился в еврейской семье в киевском районе Подол, окончил экономический факультет Львовского университета.
Был дважды судим — в 1974 году за валютные преступления и в 1977 году за мошенничество. Выйдя на свободу, организовал скупку имущества выезжавших в Израиль, обещая перепродать их собственность и перевести вырученные деньги эмигрантам, на самом деле присваивая их себе.
В начале 1990-х годов влился в люберецкую ОПГ .
В 1990 году уехал в Израиль, где занялся инвестициями и основал несколько компаний; через год женился на гражданке Венгрии Каталин Папп и поселился близ Будапешта, владел венгерской сетью ночных клубов. В 1994 году установил контроль над Инкомбанком, заключив сделку с его президентом Владимиром Виноградовым.
В мае 1995 года избежал ареста на встрече с главой солнцевской группировки Сергеем Михайловым в принадлежавшем Могилевичу пражском ресторане «У Голубей» (чеш. U Holubů) в ходе спецоперации чешской полиции. По данным местных властей, на этой встрече члены солнцевской ОПГ планировали ликвидировать Могилевича, который задолжал им 5 миллионов долларов. В ресторане Могилевич так и не появился. Вскоре после этого ему был на 10 лет запрещён въезд в Чехию, он был объявлен персоной нон грата в Венгрии и Великобритании, где в Королевском банке Шотландии были обнаружены £2 000 000, принадлежавшие компании Могилевича Arigon, зарегистрированной на Нормандских островах.
По данным ФБР, Могилевич контролирует «огромную международную преступную сеть».
В апреле 2013 года вошёл в рейтинг пятисот самых влиятельных людей мира, составленный американским журналом Foreign Policy
В декабре 2015 года удален из списка десяти самых разыскиваемых беглецов ФБР «в связи с невозможностью ареста», так как между США и РФ нет соглашения о выдаче преступников.

## Дело YBM Magnex
В 1995 году Могилевич переехал в Северную Америку, где стал совладельцем компании YBM Magnex International, зарегистрированной в Канаде, но осуществлявшей свою деятельность в США. В течение нескольких лет курс акций этой компании на канадской фондовой бирже резко вырос, в 1997 году компания провела допэмиссию, продав на рынке 3,2 млн акций по 16,5 канадских долларов за штуку. Позже выяснилось, что деятельность этой компании была фиктивной.
В 1998 году акции компании YBM Magnex, оценивавшейся на тот момент в 1 млрд канадских долларов на TSX, резко упали в цене после того, как 13 мая 1998 года в штаб-квартиру Magnex в Ньютауне, Пенсильвания для расследования связей компании с преступными группировками прибыли агенты ФБР; её инвесторы потеряли свыше $150 млн.
За махинации с акциями компании YBM Magnex Могилевич и его сообщники были объявлены ФБР в розыск. В апреле 2003 года в Пенсильвании против них было выдвинуто официальное обвинение из 45 пунктов. В частности, им инкриминировали вымогательство, мошенничество и отмывание денег. В случае признания Могилевича виновным по этим обвинениям ему грозит до 400 лет лишения свободы.
За информацию, которая приведёт к аресту Могилевича, ФБР предлагает $5 000 000.

## Дело Bank of New York
В середине 1999 года вышла публикация в американском издании USA Today, посвящённая «делу Bank of New York». В статье утверждалось, что отмывание денег происходило через 4 счёта в Bank of New York и один — в банке Republic National Bank, причём все счета были открыты на фирму Benex. USA Today, ссылаясь на данные спецслужб, заявила, что основателем фирмы Benex являлся Семён Могилевич.

## Дело «Арбат Престиж»
24 января 2008 года Могилевич был арестован в Москве управлением по борьбе с экономическими преступлениями МВД по подозрению в соучастии в уклонении от уплаты налогов компанией «Арбат Престиж», вместе с ним был задержан её генеральный директор Владимир Некрасов. 24 июля 2009 года был освобождён из-под стражи под подписку о невыезде, 18 апреля 2011 года уголовное дело в отношении Некрасова и Могилевича (Шнайдера) было прекращено за отсутствием состава преступления.